# Wendy Crewson
Wendy Crewson   (Hamilton, 9 de maig de 1956) és una actriu canadenca.
De la seva carrera com a actriu destacar les seves participacions en les tres pel·lícules de The Santa Clause amb el paper de Laura Miller en totes les pel·lícules de la trilogia. També es destacar altres papers com els personatges que ha interpretat en pel·lícules  com Corina, Corina, L'home bicentenari o Air Force One.

## Biografia
Crewson va aparèixer en molts shows de la televisió canadenca durant els anys 1980, i en algunes pel·lícules a principis dels anys 1990, com Night Heat, Hard Copy, Tanner '88 i Street Legal.
El 1991, Crewson apareix en el primer paper important en El Doctor i en els anys següents en pel·lícules, com El bon fill (1993); The Santa Clause (1994) i les seves dues seqüeles, The Santa Claus 2 (2002) i The Santa Claus 3: The Escape Claus (2006), com l'ex-dona de Tim Allen del personatge Eric Lloyd; Feliç aniversari, amor meu (1996) en la noia de la cita a cegues amb Peter Gallagher; i Air Force One (1997) com Grace Marshall, Primera Dama del President James Marshall (Harrison Ford).
Crewson va coprotagonitzar la pel·lícula de ciència-ficció L'home bicentenari (1999) amb Robin Williams, i El 6è Dia (2000) davant d'Arnold Schwarzenegger. Ha actuat en nombroses altres actuacions incloent-hi una presentadora de televisió a Habitació (2015).
A la televisió, Crewson va protagonitzar la sèrie canadenca ReGenesis com la Dra. Rachel Woods de 2007 a 2008, i en Saving Hope com la Dra. Dana Kinny el 2012. També va ser la convidada principal en els primers vuit episodis de la tercera temporada de 24, interpretant Anne Packard, metgessa personal enamorada del President.
També apareix en la segona temporada del fulletó Revenge de 2012 a 2013. El 2016, Crewson va tenir una paper principal en la sèrie televisiva Slasher.

### Premis
El 2013, Crewson va guanyar un Premi Canadian Screen per la seva feina en la sèrie Saving Hope i el 2016, va rebre el premi Earle Grey, que reconeix actors per la seva contribució al perfil internacional de la televisió canadenca o pel seu corpus significatiu de feina.

## Vida personal
Crewson va néixer a Hamilton, Ontario, filla de June Doreen (nascuda Thomas) i Robert Binnie Crewson. Va anar al John Rennie Institut a Pointe Claire, Quebec, com el seu germà petit, Brad Crewson. Va anar a la Queen's University a Kingston, Ontario, on va guanyar el premi Lorne Greene per la seva feina en el teatre. Després va estudiar al Webber Douglas Academy of Dramatic Art a Londres.
Es va casar amb l'actor Michael Murphy el 1988 i tenen dos fills. Es van divorciar el gener de 2009.
El desembre 2014, va revelar a la premsa que havia explicat a la seva família que era lesbiana alguns anys abans.
Crewson viu a Rosedale, un barri de Toronto.

## Filmografia
| Any  | Títol                                                        | Paper                            |
| ---- | ------------------------------------------------------------ | -------------------------------- |
| 1982 | Mazes and Monsters                                           | Kate Finch                       |
| 1983 | Skullduggery                                                 | Barbara Sluszarczyk/Dorigen      |
| 1984 | Heartsounds                                                  | Judy                             |
| 1985 | Mark of Cain                                                 | Dale                             |
| 1987 | A Hobo's Christmas                                           | Laurie                           |
| 1990 | Getting Married in Buffalo Jump                              | Sophie Ware                      |
| 1991 | The Doctor ,                                                 | Dr. Leslie Abbott                |
| 1992 | Folks!                                                       | Audrey Aldrich                   |
| 1993 | El bon fill (The Good Son)                                   | Susan Evans                      |
| 1994 | The Santa Clause                                             | Laura Miller                     |
| 1994 | Corrina, Corrina                                             | Jenny Davis                      |
| 1996 | Feliç aniversari, amor meu (To Gillian On Her 37th Birthday) | Kevin Dollof                     |
| 1997 | Air Force One                                                | Primera dama Lady Grace Marshall |
| 1997 | L'ombra dels culpables (Gang Related)                        | Helen Eden                       |
| 1998 | At the End of the Day: The Sue Rodriguez Story               | Sue Rodriguez                    |
| 1998 | Velocitat d'escapament (Escape Velocity)                     | Billie                           |
| 1999 | Better Than Chocolate                                        | Lila                             |
| 1999 | L'home bicentenari (Bicentennial Man)                        | Dt. Martin                       |
| 1999 | Summer's End                                                 | Virginia Baldwin                 |
| 2000 | Mercy                                                        | Bernadine Mello                  |
| 2000 | What Lies Beneath                                            | Elena                            |
| 2000 | The 6th Day                                                  | Natalie Gibson                   |
| 2001 | Suddenly Naked                                               | Jackie York                      |
| 2001 | Deadly Appearances                                           | Joanne Kilbourn                  |
| 2002 | Perfect Pie                                                  | Adult Patsy                      |
| 2002 | An Unexpected Love                                           | McNally "Mac" Hays               |
| 2002 | The Santa Clause 2                                           | Laura Miller                     |
| 2002 | Verdict in Blood                                             | Joanne Kilbourn                  |
| 2003 | The Piano Man's Daughter                                     | Ede Kilworth                     |
| 2003 | Twelve Mile Road                                             | Dr. Angela Landis                |
| 2004 | L'ombra d'un segrest (The Clearing)                          | Louise Miller                    |
| 2004 | Pigeon                                                       | Woman in Train                   |
| 2005 | Niagara Motel                                                | Lily                             |
| 2005 | Hunt for Justice                                             | Louise Arbour                    |
| 2006 | Eight Below                                                  | Eve McClaren                     |
| 2006 | Who Loves the Sun                                            | Mary Bloom                       |
| 2006 | El pacte (The Covenant)                                      | Evelyn Danvers                   |
| 2006 | Lluny d'ella (Away from Her)                                 | Madeleine                        |
| 2006 | The Santa Clause 3: The Escape Clause                        | Laura Miller                     |
| 2007 | The Dark is Rising                                           | Mary Stanton                     |
| 2009 | Formosa Betrayed                                             | Susan Kane                       |